# Ferdinand Leenhoff

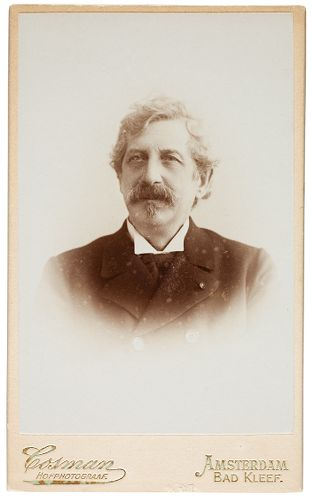
Ferdinand Leenhoff, Aufnahme von Max Cosmann, vor 1895

Ferdinand Karel Adolf Constantijn Leenhoff (geboren am 24. Mai 1841 in Zaltbommel; gestorben am 25. April 1914 in Nizza) war ein niederländischer Bildhauer, Maler und Kupferstecher.

## Leben
Ferdinand Leenhoff kam 1841 in Zaltbommel als Sohn von Carolus Antonius Leenhoff (1807–1878) und seiner Frau Martina Adriana Johanna, geborene Ilcken (1807–1876), zur Welt. Der Vater war Organist und Carilloneur. 1847 zog seine Mutter mit Ferdinand Leenhoff und seinen Geschwistern nach Paris, wo seine Großmutter väterlicherseits, Suzanna Arnaude, lebte. Der Vater wohnte weiterhin in Zaltbommel. Mehrere der Leenhoff-Kinder erhielten eine künstlerische Ausbildung oder waren mit Künstlern verheiratet. Die älteste Schwester Suzanne (1829–1906) hatte beim Vater in den Niederlanden Klavierunterricht erhalten und arbeitete in Paris als Klavierlehrerin. Sie unterrichtete beispielsweise die Brüder des Malers Édouard Manet, den sie 1864 heiratete, wodurch er ein Schwager von Ferdinand Leenhoff wurde. Manet wählte Leenhoff als eines der männlichen Modelle für sein berühmtes Gemälde Das Frühstück im Grünen. Leenhoffs Schwester Martina, genannt Marthe, (1834–1903) war mit dem Maler Jules Vibert verheiratet, die Schwester Mathilde (1837–1922) heiratete den Bildhauer Joseph Mezzara. Ferdinands jüngerer Bruder Rudolph Karel Gustaaf Leenhoff (1843–1903) wurde Maler.

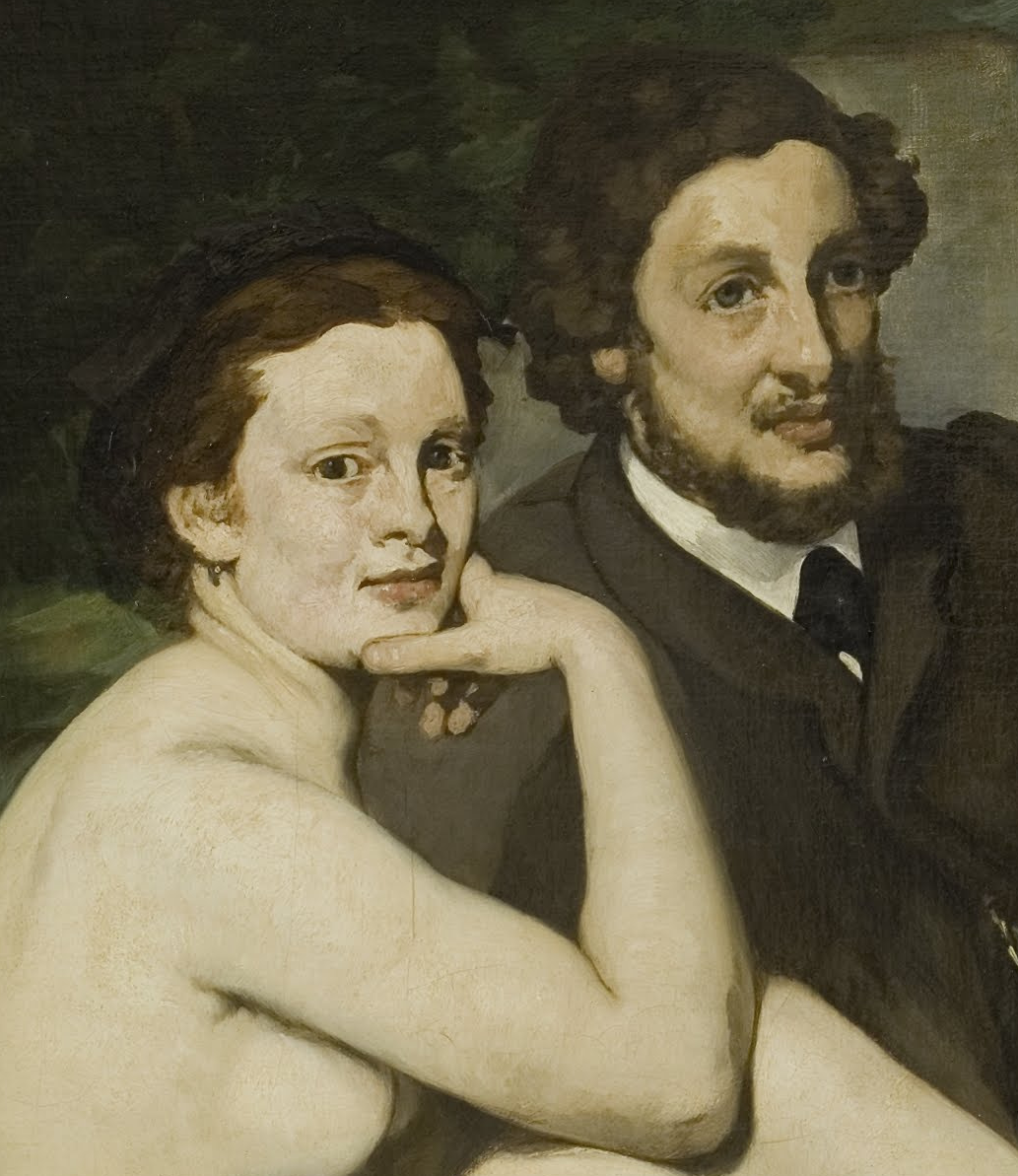
Édouard Manet: Frühstück im Freien (Detail). Ferdinand Leenhoff an der Seite von Victorine Meurent

Nach der schulischen Ausbildung studierte Ferdinand Leenhoff in der Bildhauerwerkstatt seines Schwagers Joseph Mezzara und bei dem Kupferstecher Alphonse François. 1875 heiratete er dessen Tochter Emilie Julie Genevieve François in Den Haag. Das Paar lebte in Paris am Boulevard d’Enfer Nr. 6 (heute Boulevard Raspail).
Ab 1863 stellte er wiederholt im Salon de Paris aus. Hierzu gehörten vor allem Büsten sowie mythologische, historische und religiöse Statuen. Zudem fertigte er Kupferstiche nach Motiven von Peter Paul Rubens, Isaac Israëls, William Adolphe Bouguereau, Hector Leroux und Wilhelm Leibl an. Unter seinen eigenen Motiven finden sich beispielsweise Frauenakte. Gelegentlich schuf er Porträtgemälde. Im Salon erhielt er 1869 für die Gipsstatue Guerrier au repos (Ruhender Krieger) eine Ehrenmedaille (Medailles d’honneur) und 1872 für die Ausführung desselben Motivs in Marmor eine Medaille 2. Klasse. Im selben Jahr reiste er mit seiner Schwester Suzanne und ihrem Mann Édouard Manet in die Niederlande, wo sie das Frans Hals Museum in Haarlem und das Rijksmuseum Amsterdam besuchten. Ebenfalls 1872 wurde er zum Ritter der französischen Ehrenlegion ernannt. Später gehörte er der Société des Artistes Français an. Für das Grab seines 1883 verstorbenen Schwagers Manet schuf er eine Porträtbüste. Für die Marmorskulptur der Nymphe Echo erhielt er auf der Weltausstellung in Paris 1889 eine Goldmedaille.
Nach dem Tod seines Schwiegervaters Alphonse François 1888 kehrte Leenhoff in die Niederlande zurück. 1890 wurde er als Professor an die Rijksakademie van beeldende kunsten in Amsterdam berufen und übte seine Lehrtätigkeit bis 1899 aus.
1893 wurde er Ritter des Ordens vom Niederländischen Löwen. Später zog er wieder nach Paris. Er starb im April 1914 während eines Aufenthaltes in Nizza.

## Werke (Auswahl)
- Relief Kreuztragung Christi, Fassade der Notre-Dame-de-la-Croix de Ménilmontant in Paris
- Denkmal für Johan Rudolf Thorbecke, 1876, Thorbeckeplein in Amsterdam
- Denkmal für Jan Pieterszoon Coen, 1887, Marktplatz in Hoorn
- Büste der Königin Wilhelmina, 1892, Fassade des Academiegebouw Utrecht
- Büste von Édouard Manet, Grabstelle des Malers auf dem Cimetière de Passy
- Büste von Lorenzo Pagans, Grabstelle des Sängers auf dem Cimetière des Batignolles
- Büste von Ludovic Vitet, Institut de France, Paris
- Skulptur Ruhender Krieger, Musée des Beaux-Arts d’Angers, Angers
- Skulptur Byblis verwandelte sich in eine Quelle, Parc-des-Sports in Fresnes
- Skulptur Merkur, vor dem Rijksmuseum Amsterdam
- Skulptur Perseus, im Rijksmuseum Amsterdam
- Skulptur Nyphme Echo, im Rijksmuseum Amsterdam
- Kupferstich Die Fischer nach einem Gemälde von Hector Leroux
- Kupferstich Die Hirten nach einem Gemälde von Hector Leroux
- Kupferstich Junger Mann mit Rüstung nach einem Gemälde der Rembrandt-Schule
- Kupferstich Die Dorfpolitiker nach einem Gemälde von Wilhelm Leibl

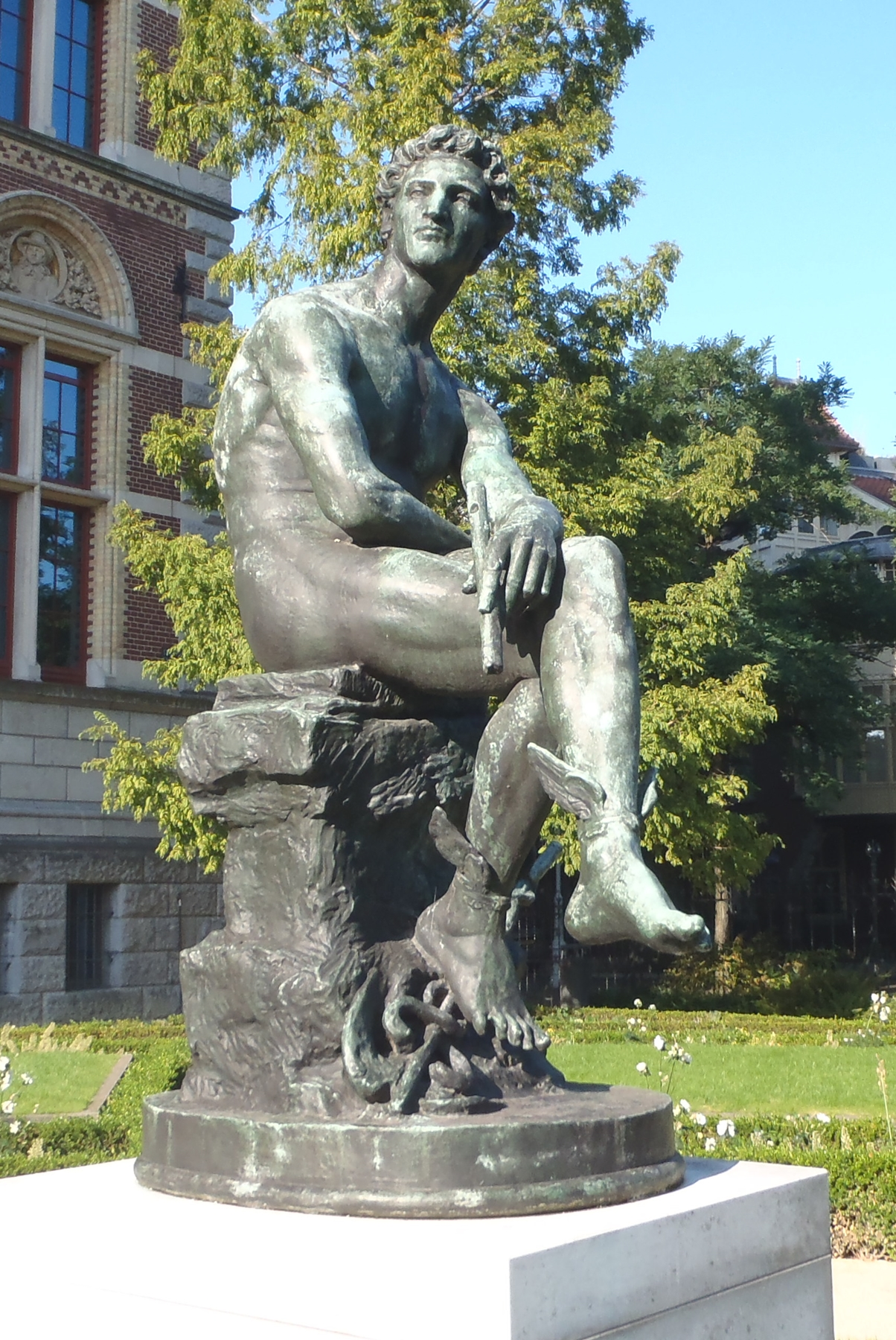
Merkur, Amsterdam
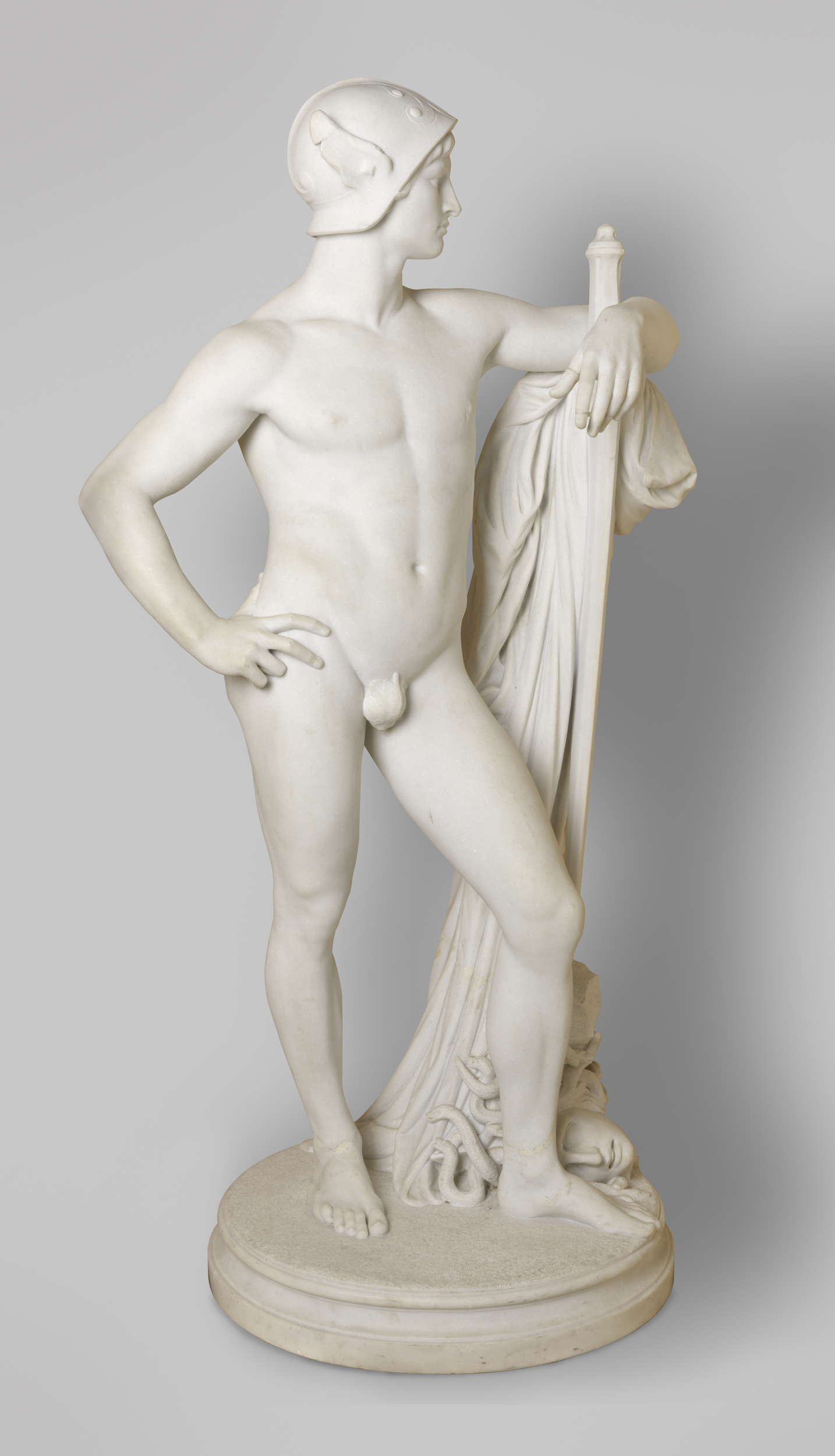
Perseus, Amsterdam
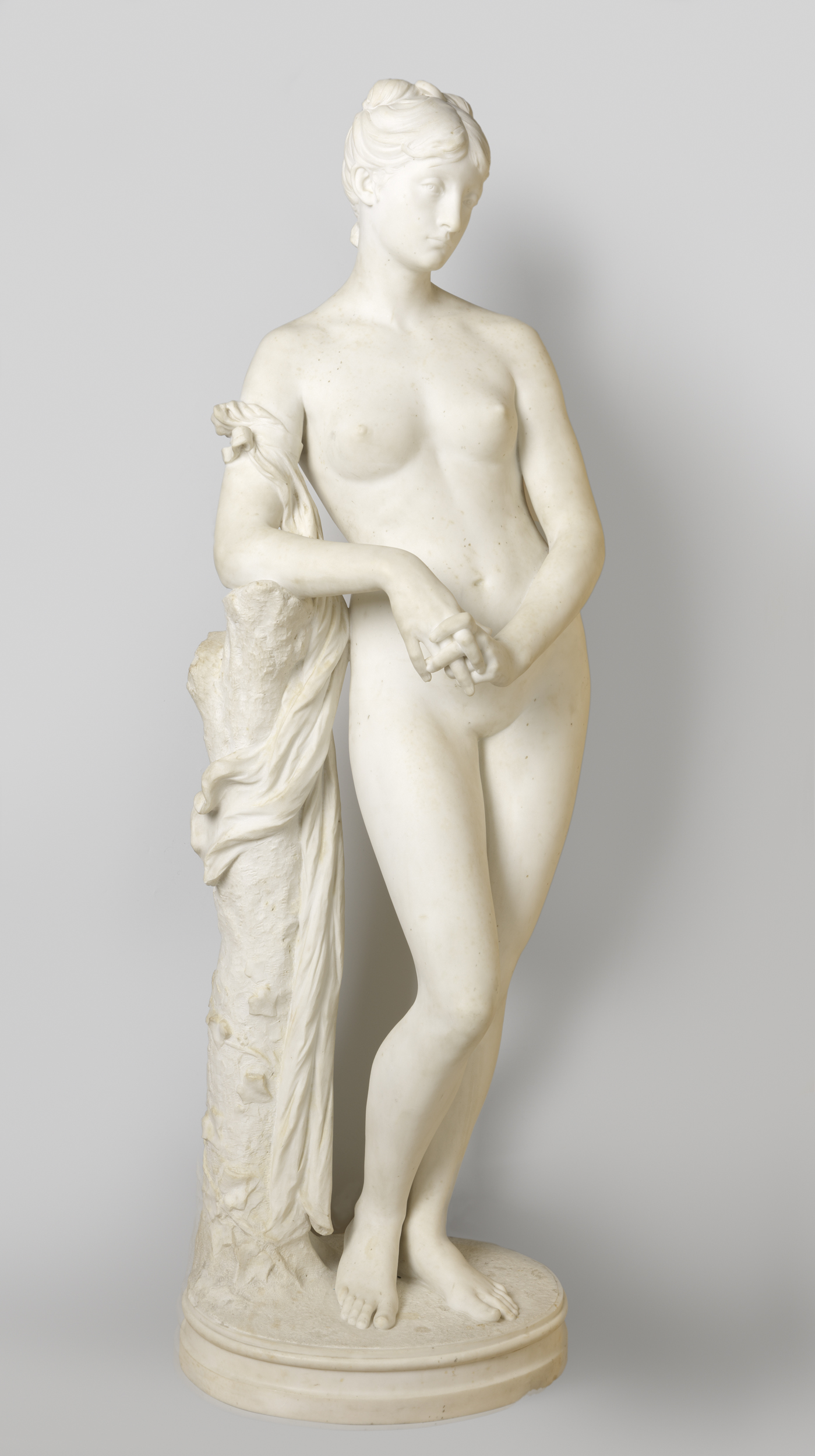
Nyphe, Amsterdam
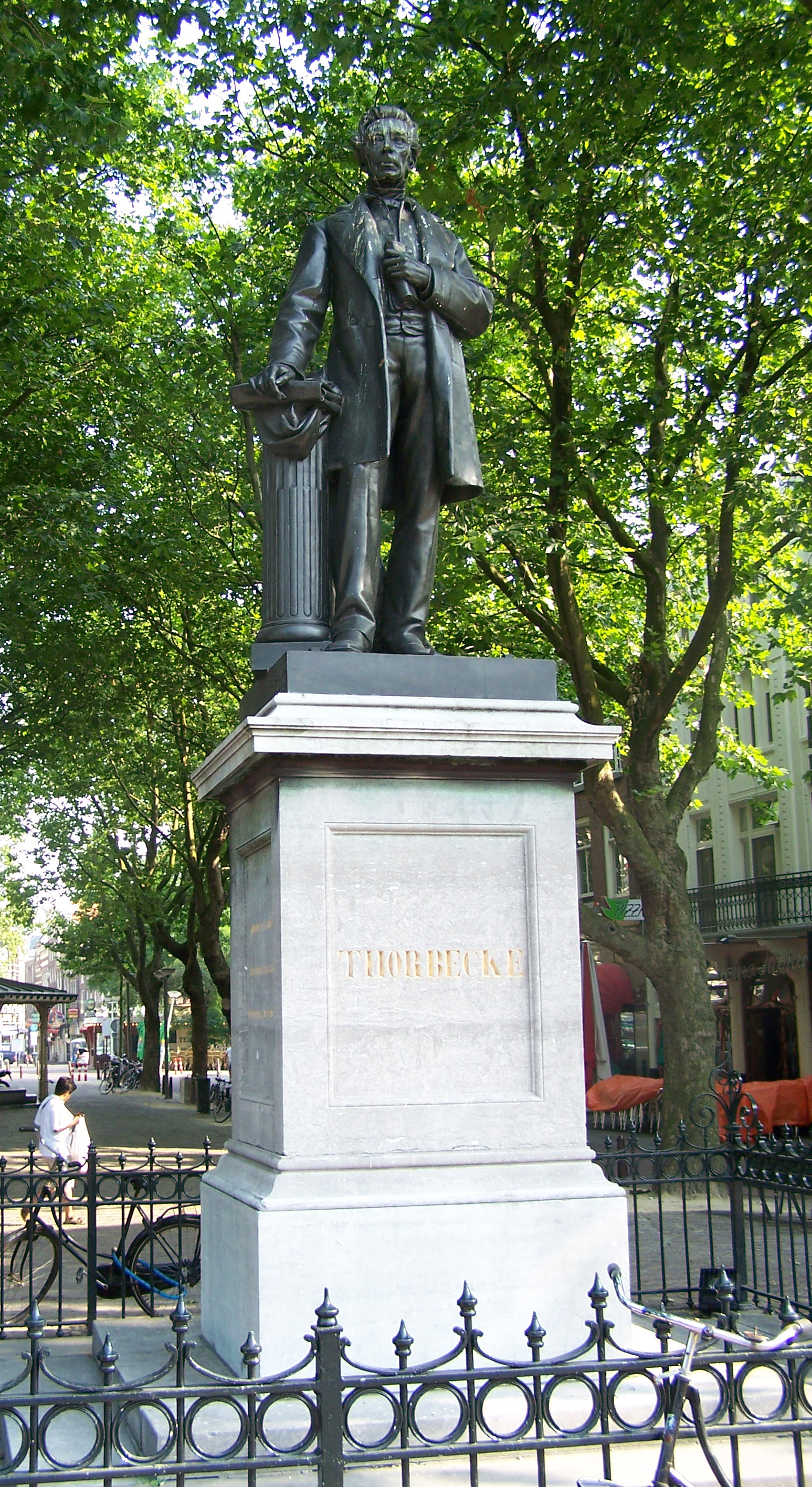
Johan Rudolf Thorbecke, Amsterdam
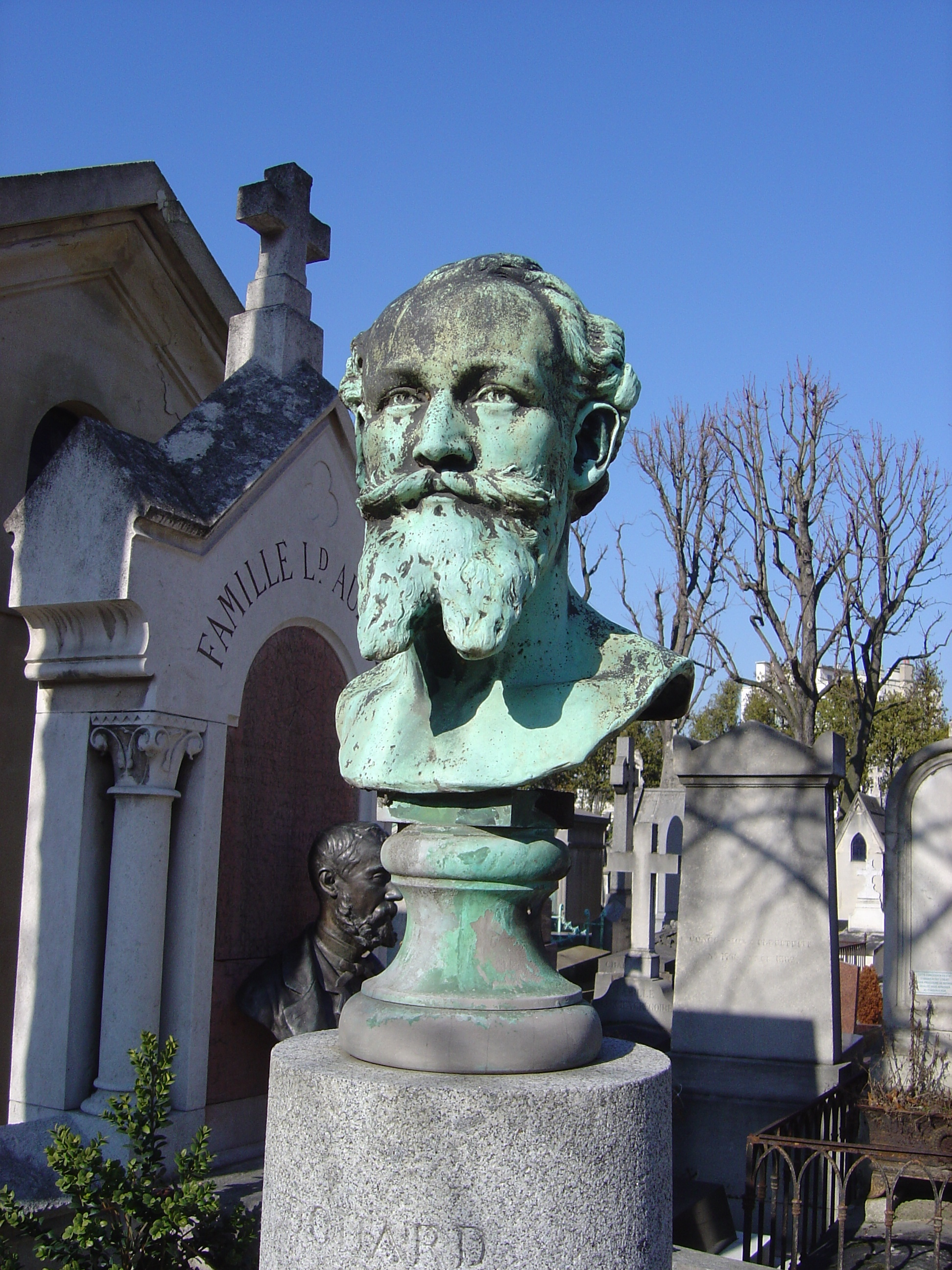
Édouard Manet, Paris
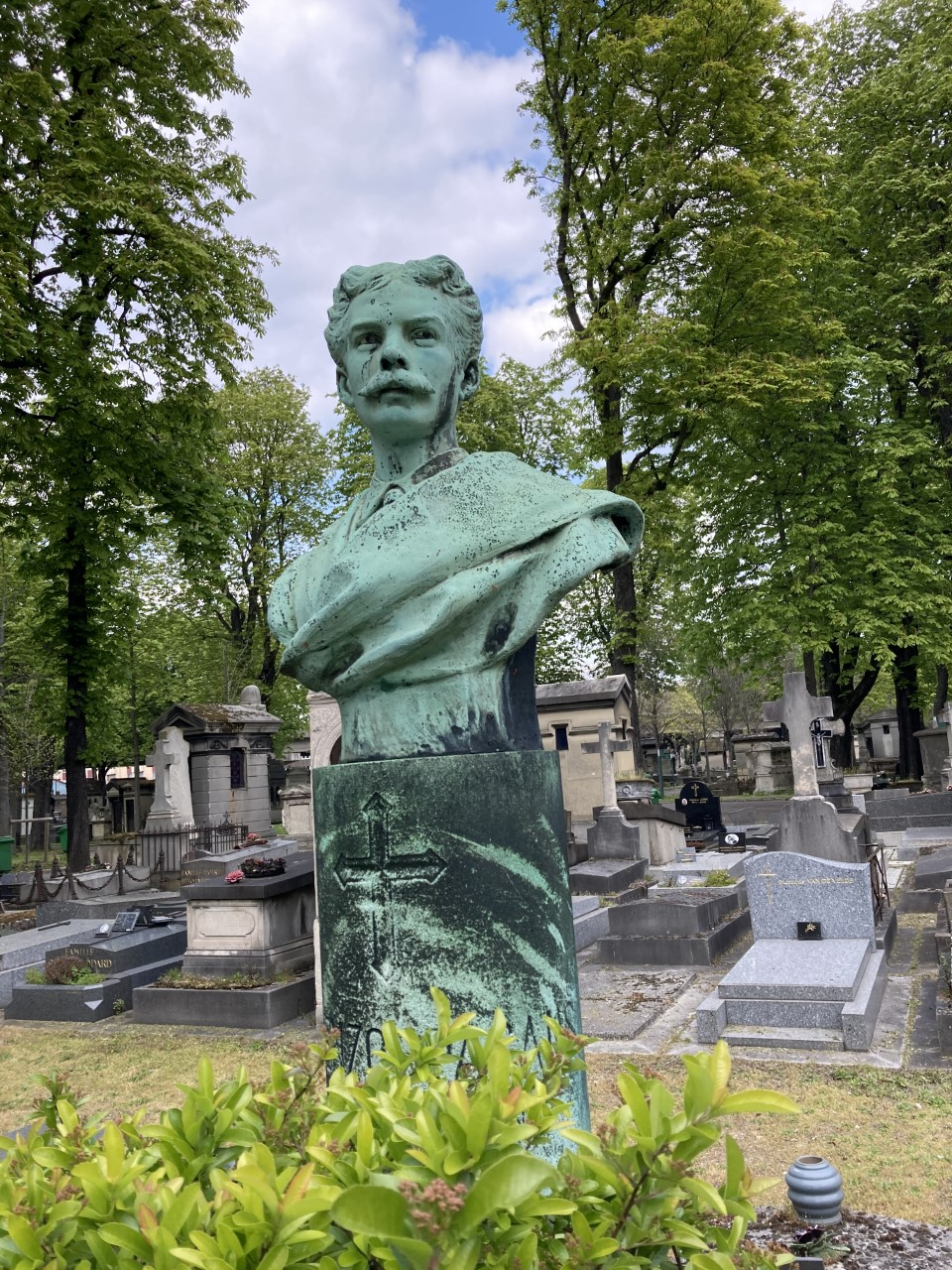
Lorenzo Pagans, Paris
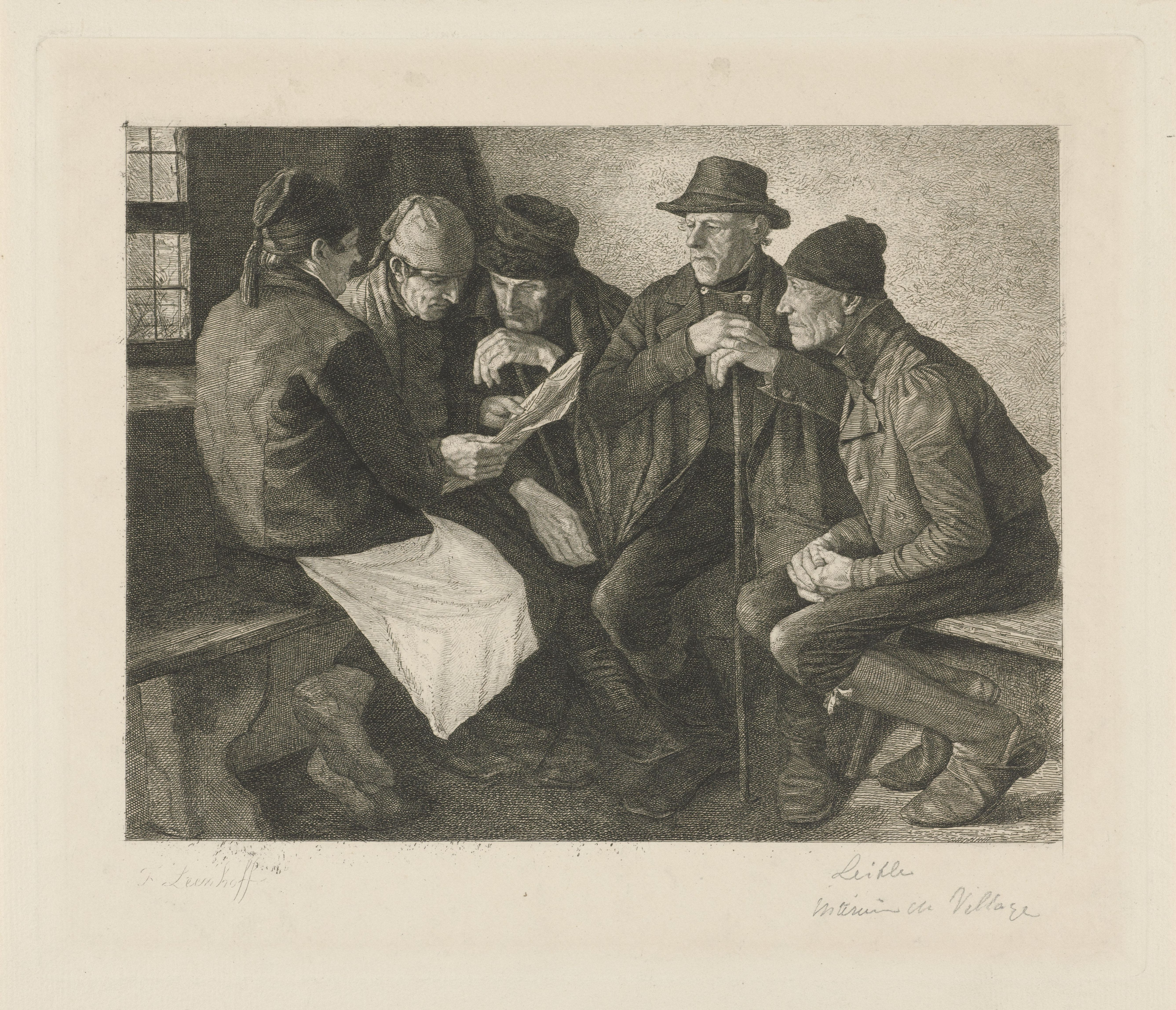
Die Dorfpolitiker, nach einem Gemälde von Wilhelm Leibl
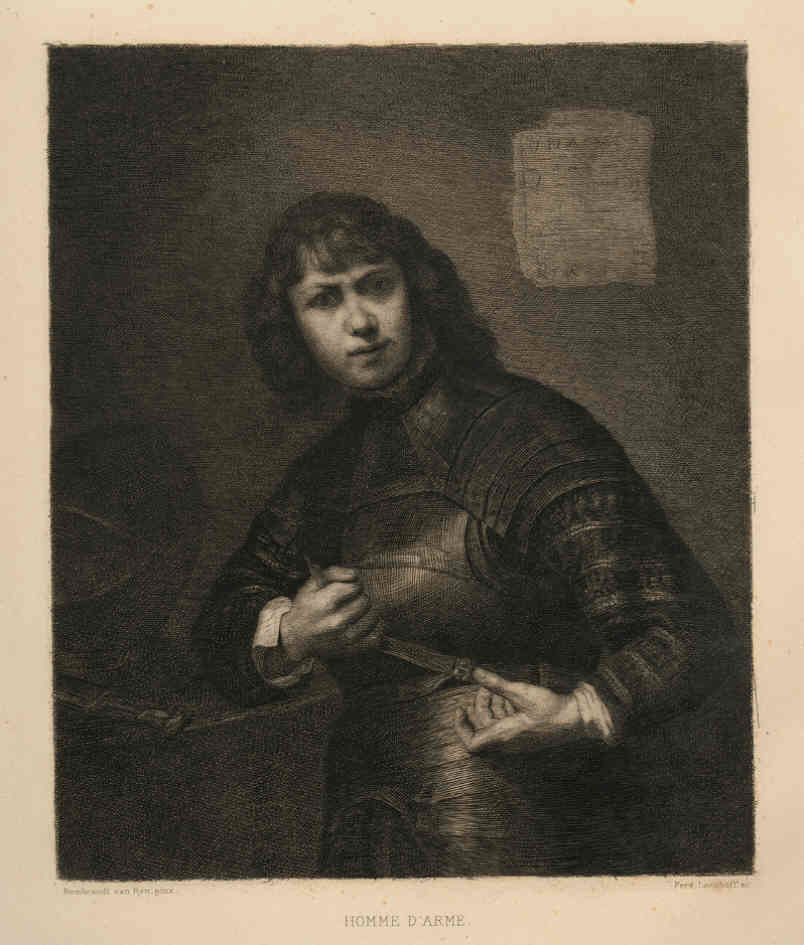
Junger Mann mit Rüstung, nach einem Gemälde der Rembrandt-Schule